# Databázová integrita
Integrita databáze znamená, že databáze vyhovuje zadaným pravidlům – integritním omezením. Tato integritní omezení jsou součástí definice databáze, a za jejich splnění zodpovídá systém řízení báze dat.
Integritní omezení se mohou týkat jednotlivých hodnot vkládaných do polí databáze (například známka z předmětu musí být v rozsahu 1 až 5), či může jít o podmínku na kombinaci hodnot v některých polích jednoho záznamu (například datum narození nesmí být pozdější než datum úmrtí). Integritní omezení se může týkat i celé množiny záznamů daného typu – může jít o požadavek na unikátnost hodnot daného pole či kombinace polí v rámci celé množiny záznamů daného typu, které se v databázi vyskytují (například číslo průkazu v záznamech o osobách).
Velmi často používaným integritním omezením v relačních databázích je tzv. referenční integrita. Jedná se o požadavek, aby pro pole záznamu, jež má obsahovat odkaz na jiný záznam někde v databázi, takový odkazovaný záznam skutečně existoval, tedy aby takový odkaz nevedl „do prázdna“ a nejednalo se o tzv. databázového sirotka.
Další integritní omezení lze definovat za pomocí tzv. triggerů. Jde o komplexnější definice kontrol, jež se budou provádět při každém pokusu o zápis záznamu do databáze.